# Maquette

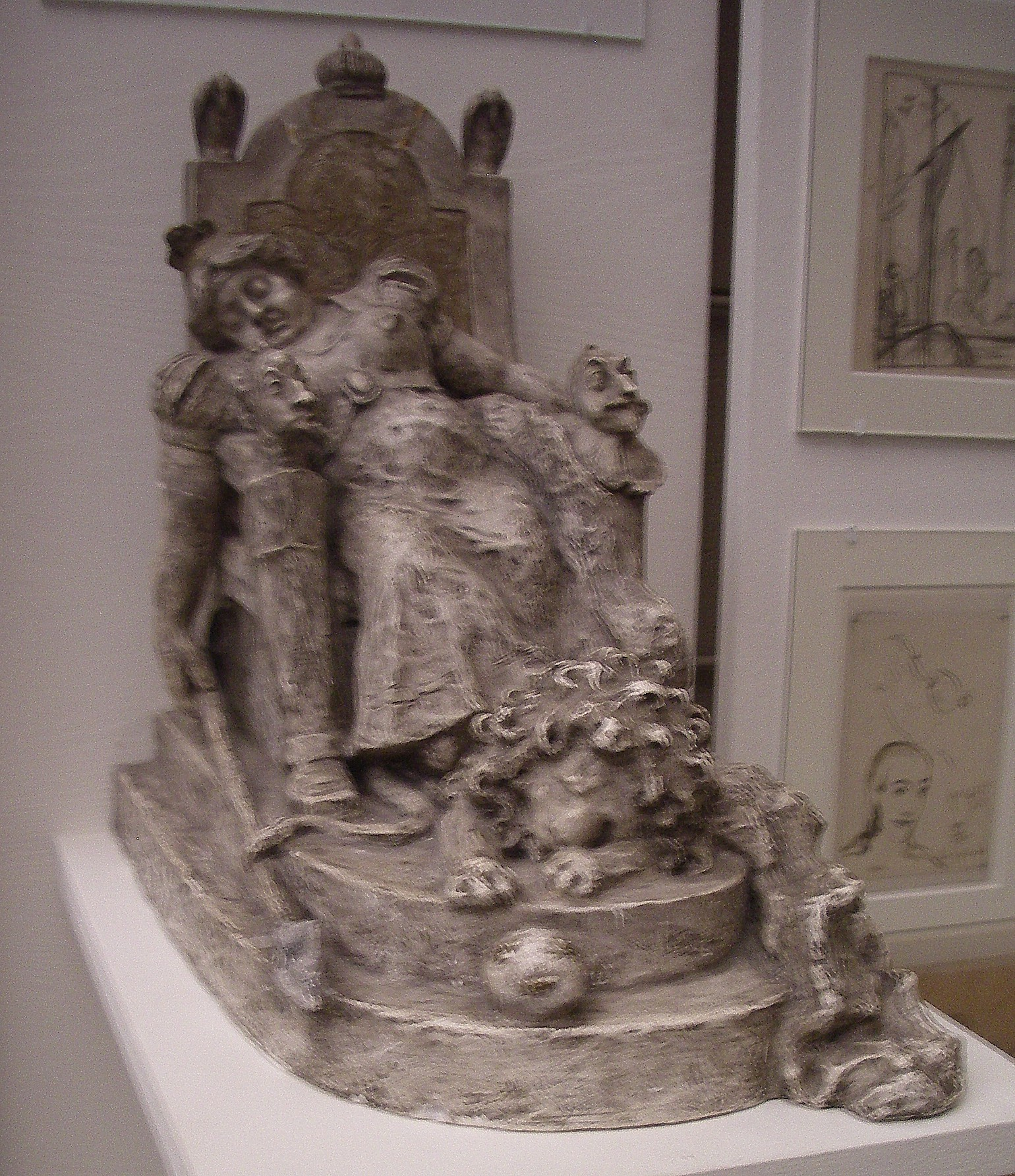
Sven Bobergs Sov i ro, maquette i tävling till nationalmonument, Skissernas museum i Lund

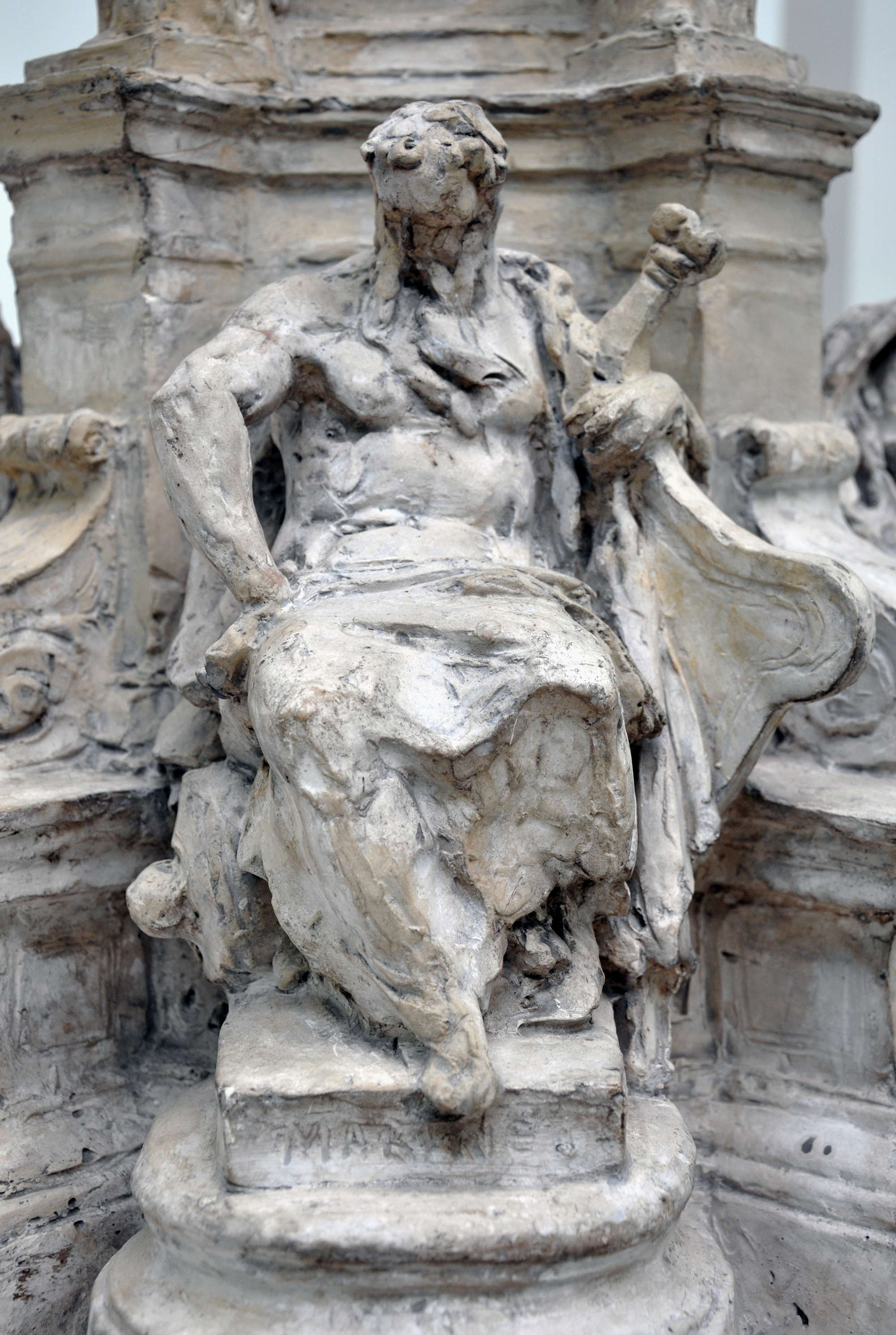
Jean-Baptiste Carpeauxs maquette till den fontän som han donerade till Valenciennes

Maquette är en tredimensionell skiss till en skulptur.

## Begreppets innebörd
Maquette används som ett fackuttryck för en tredimensionell skiss i liten skala till en ännu inte färdigskapad skulptur eller installation. Eftersom skulpturer i full skala i många fall är dyra att tillverka, behöver både konstnären och finansiären vid många tillfällen en konkretisering av den konstnärliga idén i liten skala. Konstnären kan i sitt arbete utarbeta en serie maquetter för att utveckla konstverket från idé till färdig form utan att behöva ta kostnaden av en fullskalemodell. Han eller hon kan också behöva en maquette för att visualisera sin idé i marknadsföringen av konstverket eller för att visa en beställare hur ett färdigt verk kan komma att se ut och passa in i sitt sammanhang.
En maquette kan utgöras av allt från en skissartad representation i förgängligt material till en gjuten bronspjäs i litet format, vilken också kan betraktas som ett självständigt konstverk. Sådana maquetter är ofta eftersökta på konstmarknaden. Maquetter är generellt intressanta för att visa hur ett konstverk vuxit fram från idé till färdig produkt. Vissa museer specialiserar sig på samlingar av maquetter (och tvådimensionella skisser), till exempel Museo dei Bozetti i Pietrasanta i Italien och Skissernas Museum i Lund.

## Användning av maquetter
Bruket av maquetter skiljer sig från skulptör till skulptör; många konstnärer går direkt från tvådimensionella skisser till färdigt verk även om det rör sig om stora och komplicerade objekt. Så har till exempel metallskulpturen jättespindeln Maman från 1999 av Louise Bourgeois (9,3 meter högt och 10,2 meter mellan benen) tillkommit på basis av endast skisser på papper, utan maquetter.

## Ursprung
Maquette är ett lånord från franskan, där det betyder modell i vid mening, inte bara av en skulptur. Det används i franskan för allehanda ofullständiga, tredimensionella representationer av ett (förefintligt eller tänkt) objekt eller system, för att prova ut eller validera egenskaper hos detta.
Även engelskan har lånat in maquette. På engelska används det, liksom på svenska, som en fackterm inom skulptur, men också inom arkitektur för att beteckna en småskalig modell av en ännu inte rest byggnad.